# Moana-whenua-pōuri / Edwardson Sound
Der Moana-whenua-pōuri / Edwardson Sound ist ein als Fjord zu bezeichnender Meeresarm auf der Südinsel von Neuseeland.

## Geographie
Der rund 12 km lange Moana-whenua-pōuri / Edwardson Sound befindet sich rund 83 km westnordwestlich von Tuatapere an der Südwestküste der Südinsel. Der Sound besitzt eine Küstenlänge von rund 28 km und mist an seiner breitesten Stelle rund 1,6 km. Am nördlichen Ende des Sound befindet sich der zum Sound gehörende Lake Cove, der an seiner Ostseite die 10 m hohen Cora Lynn Falls vorfindet, die wiederum durch den Lake Cadman gespeist werden. Die den Sound umgebenden Berge erheben sich bis auf über 1100 m Höhe.
Südwestlich des Eingangs zum Moana-whenua-pōuri / Edwardson Sound befindet sich der Eingang zum Te Korowhakaunu / Kanáris Sound und den Zugang zur Tasmansee führt nach Süden über das Chalky Inlet und der anschließenden Eastern Passage.

## Geologie
Der Moana-whenua-pōuri / Edwardson Sound ist im klassischen Sinne ein Fjord, der wie alle Fjorde im Südwesten der Südinsel auch, einerseits durch Gletscherbewegungen der letzten Kaltzeit entstanden ist und andererseits durch die Überflutung des Tals durch den ansteigenden Meeresspiegel gebildet wurde. Die Bezeichnung Sound kam durch die ersten europäischen Siedler und Seefahrer, die zahlreiche Täler in der Region Fiordland als Sounds bezeichneten, eine Benennung, die eigentlich nur für die von der Seeseite her geflutete Flusstäler verwendet wird, so wie die Sounds in den Marlborough Sounds im Norden der Südinsel. Die Seefahrer, zumeist englischer oder walisischer Herkunft, kannten von ihrer Heimat her keine Fjorde und so verwendeten sie für die Meeresarme die ihnen bekannten Bezeichnungen, die später auch nicht mehr korrigiert wurden.